# Associazione Calcio Femminile Dilettantistica Graphistudio Pordenone 2013-2014
Questa voce raccoglie le informazioni riguardanti l'Associazione Calcio Femminile Dilettantistica Graphistudio Pordenone nelle competizioni ufficiali della stagione 2013-2014.

## Stagione
La squadra venne affidata al nuovo tecnico Fabio Toffolo.
Nel campionato di Serie A 2013-2014 il club terminò al 7º posto.
In Coppa Italia raggiunse gli ottavi di finale perdendo per 0-3 l'incontro con il Tavagnacco.

## Divise e sponsor
La prima tenuta era con maglia verde abbinata a pantaloncini e calzettoni neri o verdi, quella da trasferta interamente nera tranne per i calzettoni, verdi, entrambe con stemma societario e motivi grafici sulle maglie. Lo sponsor principale continuava ad essere Graphistudio, sponsorizzazione che condivideva con il Tavagnacco, mentre il fornitore delle tenute era Joma.
| Casa | Variante prima tenuta | Trasferta |

## Staff tecnico
- Allenatore: Fabio Toffolo
- Preparatore Atletico: Fabiano Bernardon

## Rosa
| N. |                   | Ruolo | Calciatrice       |
| -- | ----------------- | ----- | ----------------- |
|    | Italia (bandiera) | P     | Marina Aliquò     |
|    | Italia (bandiera) | P     | Lisa Belgrado     |
|    | Italia (bandiera) | P     | Mimma Fazio       |
|    | Italia (bandiera) | D     | Lisa Boattin      |
|    | Italia (bandiera) | D     | Eleonora Gobbo    |
|    | Italia (bandiera) | D     | Elisa Lavia       |
|    | Italia (bandiera) | D     | Sara Mella        |
|    | Italia (bandiera) | D     | Laura Perin       |
|    | Italia (bandiera) | D     | Roberta Pezzutti  |
|    | Italia (bandiera) | D     | Martina Piazza    |
|    | Italia (bandiera) | D     | Giuditta Schiavo  |
|    | Italia (bandiera) | C     | Francesca Blasoni |
|    | Italia (bandiera) | C     | Silvia Cimarosti  |

| N. |                    | Ruolo | Calciatrice            |
| -- | ------------------ | ----- | ---------------------- |
|    | Italia (bandiera)  | C     | Alice De Val           |
|    | Italia (bandiera)  | C     | Manuela Giugliano      |
|    | Italia (bandiera)  | C     | Giulia Lotto           |
|    | Italia (bandiera)  | C     | Noemi Raimondo         |
|    | Italia (bandiera)  | C     | Silvia Sedonati        |
|    | Italia (bandiera)  | C     | Elena Stabile          |
|    | Italia (bandiera)  | C     | Laura Tommasella       |
|    | Italia (bandiera)  | A     | Rossella Cavallini     |
|    | Italia (bandiera)  | A     | Silvia Degano          |
|    | Italia (bandiera)  | A     | Chiara Paroni          |
|    | Italia (bandiera)  | A     | Natasha Piai           |
|    | Croazia (bandiera) | A     | Aleksandra Trifunjagic |

## Calciomercato

### Sessione estiva
| Acquisti | Acquisti          | Acquisti         | Acquisti      |
| R.       | Nome              | da               | Modalità      |
| -------- | ----------------- | ---------------- | ------------- |
| P        | Marina Aliquò     | Bardolino Verona | fine prestito |
| P        | Lisa Belgrado     | Villanova Union  | fine prestito |
| P        | Gloria Cazzaro    | ??               | fine prestito |
| P        | Mimma Fazio       | Lazio CF         | svincolata    |
| D        | Roberta Pezzutti  | Villanova Union  | fine prestito |
| C        | Manuela Giugliano | Barcon           | svincolata    |
| C        | Laura Tommasella  | Tavagnacco       | svincolata    |

| Cessioni | Cessioni           | Cessioni        | Cessioni      |
| R.       | Nome               | a               | Modalità      |
| -------- | ------------------ | --------------- | ------------- |
| P        | Gloria Cazzaro     | Vittorio Veneto | prestito      |
| C        | Sara Bortolus      |                 | fine carriera |
| C        | Antonella Paoletti | Chiasiellis     | svincolata    |

### Sessione invernale
|  |

|  |

## Risultati

### Serie A

#### Girone di andata
| Arbitro: | Riccardo Tesolin (Portogruaro) |

|  |           |                          |
|  | Marcatori | 47’ Paroni 79’ Cavallini |

| Arbitro: | Gabriele Nube (Mestre) |

|            |           |  |
| Paroni 32’ | Marcatori |  |

| Arbitro: | Mattia Dal Pan (Belluno) |

|  |           |                        |
|  | Marcatori | 17’ Panico 51’ Bartoli |

| Arbitro: | Marco Collareta (Novi Ligure) |

|                      |           |                        |
| Baresi 10’ Greco 44’ | Marcatori | 75’, 93’ (rig.) Paroni |

| Arbitro: | Niccolò Panozzo (Castelfranco Veneto) |

|                               |           |                   |
| Lotto 31’ Paroni 58’ Piai 66’ | Marcatori | 82’ Martin Garcia |

| Arbitro: | Giorgio Sangregorio (L'Aquila) |

|               |           |  |
| Coluccini 83’ | Marcatori |  |

| Arbitro: | Enrico Tugnoli (Ferrara) |

|  |           |                               |
|  | Marcatori | 7’ Napoli 16’ Mason 73’ Ledri |

| Napoli 16 novembre 2013, ore 14:30 CET 8ª giornata | Napoli                      | 0 – 0 referto | Pordenone | Stadio Arturo Collana\| Arbitro: \| Marco Carrelli (Campobasso) \| |
| Arbitro:                                           | Marco Carrelli (Campobasso) |               |           |                                                                    |

| Arbitro: | Michele Collavo (Treviso) |

|                                                   |           |                |
| Tommasella 20’ Paroni 25’ Lotto 50’ Cavallini 82’ | Marcatori | 40’, 65’ Bachi |

| Arbitro: | Armando Ongarato (Castelfranco Veneto) |

|                                                                        |           |  |
| Bonetti 27’, 34’ Parisi 35’, 73’, 85’ Brumana 40’ (rig.) Del Prete 78’ | Marcatori |  |

| Arbitro: | Ludwig Raus (Brescia) |

|                               |           |                       |
| Paroni 17’, 34’ Cavallini 56’ | Marcatori | 37’ Bertoni 41’ Ricco |

| Arbitro: | Giacomo Pompei Poentini (Pesaro) |

|             |           |                            |
| Pugnali 18’ | Marcatori | 50’ Cavallini 68’ Sedonati |

| Arbitro: | Giorgio Lazzaroni (Udine) |

|  |           |                |
|  | Marcatori | 19’, 54’ Costi |

| Arbitro: | Filippo Bonassoli (Bergamo) |

|  |           |                             |
|  | Marcatori | 10’ Sedonati 13’ Tommasella |

| Arbitro: | Gabriele Nube (Mestre) |

|  |           |                                          |
|  | Marcatori | 22’ Scarpellini 48’ Riboldi 84’ Giacinti |

#### Girone di ritorno
| Arbitro: | Davide Pederzolli (Trento) |

|            |           |  |
| Paroni 29’ | Marcatori |  |

| Arbitro: | Alessandro Rosami (Carrara) |

|             |           |  |
| Orlandi 72’ | Marcatori |  |

| Arbitro: | Andrea Antagonista (Cagliari) |

|                             |           |  |
| Panico 59’ Conti 89’ (rig.) | Marcatori |  |

| Arbitro: | Armando Ongarato (Castelfranco Veneto) |

|                          |           |  |
| Paroni 32’ Cavallini 60’ | Marcatori |  |

| Arbitro: | Paolo Bitonti (Bologna) |

|                        |           |              |
| Mendes 55’ Caccamo 73’ | Marcatori | 4’ Cavallini |

| Arbitro: | Marco Ceolin (Treviso) |

|  |           |              |
|  | Marcatori | 65’ Vukčević |

| Arbitro: | Davide Pederzolli (Trento) |

|                                                                            |           |  |
| Gabbiadini 3’, 53’ Gelmetti 21’, 77’ Gobbo 55’ (aut.) Baldo 72’ Napoli 85’ | Marcatori |  |

| Arbitro: | Massimiliano Rasia (Bassano del Grappa) |

|                                  |           |                |
| Piai 12’ De Val 24’ Sedonati 43’ | Marcatori | 53’ Filippozzi |

| San Miniato Basso 22 marzo 2014, ore 15:00 CET 24ª giornata | Scalese                    | 0 – 0 referto | Pordenone | Stadio comunale M. Pagni\| Arbitro: \| Mario Gallione (La Spezia) \| |
| Arbitro:                                                    | Mario Gallione (La Spezia) |               |           |                                                                      |

| Arbitro: | Armando Ongarato (Castelfranco Veneto) |

|  |           |               |
|  | Marcatori | 14’ Del Prete |

| Arbitro: | Matteo Antonio Scordo (Novara) |

|  |           |                                  |
|  | Marcatori | 47’, 58’ Cavallini 73’ Giugliano |

| Arbitro: | Gabriele Nube (Mestre) |

|                                        |           |  |
| Cavallini 44’, 82’ Natalizi 87’ (aut.) | Marcatori |  |

| Arbitro: | Enrico Maggio (Lodi) |

|                                                               |           |               |
| Rosucci 10’ Sabatino 12’, 73’ (rig.) Girelli 40’ Bonansea 75’ | Marcatori | 30’ Cavallini |

| Arbitro: | Nicola Donda (Cormons) |

|                           |           |                             |
| Cavallini 6’ Sedonati 46’ | Marcatori | 29’ Capovilla 39’ Carradore |

| Arbitro: | Elena Tambini (Como) |

|  |           |           |
|  | Marcatori | 8’ Paroni |

### Coppa Italia

#### Primo turno
| Colle Umberto 1º settembre 2013, ore 15:30 CEST Andata    | Vittorio Veneto | 0 – 2 referto           | Pordenone | Stadio comunale |
| \| \| \| \| \| \| Marcatori \| 1T’ Cavallini 2T’ Lotto \| |                 |                         |           |                 |
|                                                           |                 |                         |           |                 |
|                                                           | Marcatori       | 1T’ Cavallini 2T’ Lotto |           |                 |

| Maniago 8 settembre 2013, ore 15:30 CEST Ritorno     | Pordenone | 2 – 1 | Vittorio Veneto | Stadio comunale Toni Bertoli |
| \| \| \| \| \| Paroni Sedonati \| Marcatori \| ?? \| |           |       |                 |                              |
|                                                      |           |       |                 |                              |
| Paroni Sedonati                                      | Marcatori | ??    |                 |                              |

#### Secondo turno
| Pordenone 14 settembre 2013, ore 15:00 CEST Secondo turno | Pordenone | 1 – 0 referto | Chiasiellis | Stadio Ottavio Bottecchia |
| \| \| \| \| \| Blasoni \| Marcatori \| \|                 |           |               |             |                           |
|                                                           |           |               |             |                           |
| Blasoni                                                   | Marcatori |               |             |                           |

#### Ottavi di finale
| Pordenone 11 dicembre 2013                                          | Pordenone | 0 – 3 referto                     | Graphistudio Tavagnacco | Stadio Ottavio Bottecchia |
| \| \| \| \| \| \| Marcatori \| 29’, 2T’ Parisi 36’ Nhaga Bissoli \| |           |                                   |                         |                           |
|                                                                     |           |                                   |                         |                           |
|                                                                     | Marcatori | 29’, 2T’ Parisi 36’ Nhaga Bissoli |                         |                           |

## Statistiche

### Statistiche di squadra
| Competizione | Punti | In casa | In casa | In casa | In casa | In casa | In casa | In trasferta | In trasferta | In trasferta | In trasferta | In trasferta | In trasferta | Totale | Totale | Totale | Totale | Totale | Totale | DR  |
| Competizione | Punti | G       | V       | N       | P       | Gf      | Gs      | G            | V            | N            | P            | Gf           | Gs           | G      | V      | N      | P      | Gf     | Gs     | DR  |
| ------------ | ----- | ------- | ------- | ------- | ------- | ------- | ------- | ------------ | ------------ | ------------ | ------------ | ------------ | ------------ | ------ | ------ | ------ | ------ | ------ | ------ | --- |
| Serie A      | 40    | 15      | 8       | 1       | 6       | 22      | 20      | 15           | 5            | 3            | 7            | 14           | 28           | 30     | 13     | 4      | 13     | 36     | 48     | -12 |
| Coppa Italia | -     | 3       | 2       | 0       | 1       | 3       | 4       | 1            | 1            | 0            | 0            | 2            | 0            | 4      | 3      | 0      | 1      | 5      | 4      | +1  |
| Totale       | -     | 18      | 10      | 1       | 7       | 25      | 24      | 16           | 6            | 3            | 7            | 16           | 28           | 34     | 16     | 4      | 14     | 41     | 52     | -11 |

### Statistiche delle giocatrici
Presenze e reti fatte e subite.
| Giocatore      | Serie A  | Serie A | Serie A     | Serie A    | Coppa Italia | Coppa Italia | Coppa Italia | Coppa Italia | Totale   | Totale | Totale      | Totale     |
| Giocatore      | Presenze | Reti    | Ammonizioni | Espulsioni | Presenze     | Reti         | Ammonizioni  | Espulsioni   | Presenze | Reti   | Ammonizioni | Espulsioni |
| -------------- | -------- | ------- | ----------- | ---------- | ------------ | ------------ | ------------ | ------------ | -------- | ------ | ----------- | ---------- |
| M. Aliquò      | 2        | -7 (+1) | 0           | 0          | ?            | ?            | ?            | ?            | 2+       | -6+    | 0+          | 0+         |
| L. Belgardo    | 2        | -2      | 0           | 0          | ?            | ?            | ?            | ?            | 2+       | -2+    | 0+          | 0+         |
| F. Blasoni     | 23       | 0       | 0           | 0          | ?            | 1            | ?            | ?            | 23+      | 1      | 0+          | 0+         |
| L. Boattin     | 22       | 0       | 2           | 0          | ?            | ?            | ?            | ?            | 22+      | 0+     | 2+          | 0+         |
| R. Cavallini   | 30       | 12      | 1           | 0          | ?            | 1            | ?            | ?            | 30+      | 13     | 1+          | 0+         |
| S. Cimarosti   | 0        | 0       | 0           | 0          | ?            | ?            | ?            | ?            | 0+       | 0+     | 0+          | 0+         |
| A. De Val      | 28       | 1       | 5           | 1          | ?            | ?            | ?            | ?            | 28+      | 1+     | 5+          | 1+         |
| S. Degano      | 2        | 0       | 1           | 0          | ?            | ?            | ?            | ?            | 2+       | 0+     | 1+          | 0+         |
| M. Fazio       | 27       | -38     | 1           | 1          | ?            | ?            | ?            | ?            | 27+      | -38+   | 1+          | 1+         |
| M. Giugliano   | 16       | 1       | 0           | 0          | ?            | ?            | ?            | ?            | 16+      | 1+     | 0+          | 0+         |
| E. Gobbo       | 20       | 0       | 1           | 0          | ?            | ?            | ?            | ?            | 20+      | 0+     | 1+          | 0+         |
| E. Lavia       | 17       | 0       | 1           | 2          | ?            | ?            | ?            | ?            | 17+      | 0+     | 1+          | 2+         |
| G. Lotto       | 30       | 2       | 0           | 0          | ?            | 1            | ?            | ?            | 30+      | 3      | 0+          | 0+         |
| S. Mella       | 2        | 0       | 0           | 0          | ?            | ?            | ?            | ?            | 2+       | 0+     | 0+          | 0+         |
| C. Paroni      | 29       | 11      | 0           | 0          | ?            | 1            | ?            | ?            | 29+      | 12     | 0+          | 0+         |
| L. Perin       | 1        | 0       | 0           | 0          | ?            | ?            | ?            | ?            | 1+       | 0+     | 0+          | 0+         |
| R. Pezzutti    | 0        | 0       | 0           | 0          | ?            | ?            | ?            | ?            | 0+       | 0+     | 0+          | 0+         |
| N. Piai        | 29       | 2       | 1           | 0          | ?            | ?            | ?            | ?            | 29+      | 2+     | 1+          | 0+         |
| M. Piazza      | 15       | 0       | 1           | 0          | ?            | ?            | ?            | ?            | 15+      | 0+     | 1+          | 0+         |
| N. Raimondo    | 3        | 0       | 0           | 0          | ?            | ?            | ?            | ?            | 3+       | 0+     | 0+          | 0+         |
| G. Schiavo     | 26       | 0       | 2           | 0          | ?            | ?            | ?            | ?            | 26+      | 0+     | 2+          | 0+         |
| S. Sedonati    | 29       | 4       | 2           | 0          | ?            | 1            | ?            | ?            | 29+      | 5      | 2+          | 0+         |
| E. Stabile     | 18       | 0       | 2           | 0          | ?            | ?            | ?            | ?            | 18+      | 0+     | 2+          | 0+         |
| L. Tommasella  | 28       | 2       | 5           | 0          | ?            | ?            | ?            | ?            | 28+      | 2+     | 5+          | 0+         |
| A. Trifunjagic | 4        | 0       | 0           | 0          | ?            | ?            | ?            | ?            | 4+       | 0+     | 0+          | 0+         |